# Cixius parinarii
Cixius parinarii är en insektsart som beskrevs av De Rochebrune 1883. Cixius parinarii ingår i släktet Cixius och familjen kilstritar. Inga underarter finns listade i Catalogue of Life.